# Monumento al Duca d'Aosta
Il monumento al Duca d'Aosta è un gruppo scultoreo colossale in bronzo collocato nella piazza Castello di Torino. Fu eretto per onorare la memoria del Maresciallo d'Italia Emanuele Filiberto di Savoia, II Duca d'Aosta (1869-1931), conosciuto con l'appellativo di Duca invitto e tra le maggiori e più amate figure militari italiane della prima guerra mondiale. Il monumento fu inaugurato dal re Vittorio Emanuele III il 4 luglio 1937, sesto anniversario della morte del Duca. L'intera cerimonia venne trasmessa in diretta, per via dell'importanza dell'evento, dalla Radio di Stato EIAR.

## Storia del monumento
Il primo concorso per assegnare l'esecuzione dell'opera risale all'autunno 1932 e si svolse a Roma con esito nullo: il monumento era allora previsto essere una statua equestre da collocare in piazzale Duca d'Aosta, vicino allo stadio in attesa di demolizione. Nel marzo 1933 si costituì un comitato per l'erezione del monumento di cui fece parte l'allora podestà di Torino Paolo Thaon di Revel; venne offerto come luogo di collocazione piazza Vittorio Veneto o in alternativa il sacrario di Redipuglia, dove il Duca era stato sepolto. Al bando parteciparono 101 concorrenti fra i quali lo stesso Baroni, Enzo Baglioni, Arturo Martini, Gaetano Orsolini, Arturo Stagliano.
Nel giugno 1934 la Commissione invitò Baroni e Martini a produrre nuovi bozzetti che furono esaminati nel febbraio del 1935; il 30 marzo venne scelta l'opera di Baroni che fu però colto da morte il 24 giugno di quell'anno. L'esecuzione del lavoro venne quindi commissionata a Publio Morbiducci, già prescelto da Baroni come suo successore.
Nell'ottobre 1935 venne approvato il progetto di massima dello stesso Morbiducci che prevedeva la collocazione del monumento in piazza Vittorio Veneto previa risistemazione della piazza stessa: il plastico della nuova sistemazione venne presentato il 29 febbraio 1936 al capo dello Stato Mussolini che rinnovava l'ordine di inaugurare l'opera il 4 luglio 1937, sesto anniversario della morte del Duca. Il 28 luglio 1935 il Comitato, preso atto delle difficoltà di collocare l'opera in piazza Vittorio Veneto, decideva che il monumento dovesse verire eretto in piazza Castello: Morbiducci modificò dunque il progetto per adattarsi alla nuova collocazione; il nuovo progetto fu approvato il 15 ottobre 1936 e il 26 gennaio 1937 l'area veniva resa disponibile all'erezione del gruppo scultoreo dopo che la piazza fu ripavimentata, riorganizzata e liberata dalla circolazione tranviaria, convogliata su un semplice anello.
Nella riorganizzazione della piazza venne posato tutto intorno a Palazzo Madama un "sagrato" sopraelevato pavimentato con cubetti di porfido e fasce in granito bianco per isolare il palazzo dal traffico; posteriormente al monumento fu poi piantumto un boschetto di pini, tigli e cespugli di bosso e vennero ricavate aiole verdi.

## Descrizione
Il monumento si trova quasi addossato al retro di Palazzo Madama e consiste di una grande piattaforma rettangolare larga 33,9 m sulla quale appoggia un basamento raffigurante una trincea espugnata larga 28 m; al centro è posta una base alta 1,5 m sulla quale è collocata la statua del Duca d'Aosta alta 4,5 m fusa con il bronzo di quattro cannoni nemici. Ai due lati estremi della trincea si trovano due capisaldi cubici alti 4 m intorno ai quali sono raccolte otto figure di fanti alte 2,5 m.
Il Duca, come si ricava dai documenti del Comitato, viene raffigurato "soldato fra i soldati", "ritto al centro della trincea", vestito con il pastrano dell'uniforme da generale e il viso "segnato dalla gravità del comando"; le mani sono chiuse con i pugni serrati.
Intorno ai due capisaldi cubici laterali sono rappresentate otto figure di fanti, quattro per ogni caposaldo e ognuna raffigurante una diversa tipologia di soldato: la Vedetta veterana con moschetto a baionetta imbracciato; la Vedetta giovane; il Bersagliere rivolto verso il Duca in attesa di comandi; il Fante che si toglie la maschera rivelando la tragicità della guerra chimica; il Fante cittadino, allegro e scanzonato, il Fante contadino che palpa le bombe nel tascapane che pende dal collo come un sacco delle sementi; il Fante ardito con il suo impeto sfrenato; e infine l'Alpino con "i piedi che si saldano al terreno", che volge lo sguardo al Duca per obbedire.
Tutte le parti in bronzo del monumento vennero fuse a Torino dalla Fonderia Artistica Piero Capecchi di Pistoia come da diverse segnature presenti sulle statue.